# Centrum Bauhaus (Tel Awiw)
Centrum Bauhaus (hebr. ‏מרכז באוהאוס‎) – instytucja pełniąca rolę wydawnictwa i galerii na temat budownictwa w stylu międzynarodowym (znanym jako Bauhaus) w zespole miejskim Białego Miasta w Tel Awiwie, w Izraelu. Jest to prywatna firma, która współpracuje z instytucjami publicznymi, takimi jak władze miejskie i Komitet UNESCO do spraw Izraela.

## Położenie
Budynek jest usytuowany przy ulicy Dizengoffa w osiedlu Centrum Tel Awiwu w Tel Awiwie.

## Historia
Centrum zostało założone w 2000 przez dr Aszera Ben-Szemu'ela, Szelomit Gross i dr Michę Grossa. Stworzyli oni profesjonalny zespół architektów, na czele których stoi Szmuel Javin. Celem ich działalności jest gromadzenie dokumentacji na temat dziedzictwa architektonicznego i kulturowego Białego Miasta, oraz propagowanie tej wiedzy w społeczeństwie. Publikują oni informacje na temat budownictwa w stylu Bauhaus oraz organizują wystawy podkreślające przenikanie się różnych stylów architektury w Tel Awiwie.
Białe Miasto Tel Awiwu został umieszczone w 2003 na Liście światowego dziedzictwa UNESCO, jako największe na świecie skupisko budynków modernistycznych. Został on stworzony w latach 30. XX wieku przez pochodzących z Niemiec żydowskich architektów, którzy kształcili się na uczelni artystycznej Bauhaus (powstał w niej styl architektoniczny nazywany modernizmem). Niektórzy z tych architektów, w tym Arieh Szaron, przyjechali do Palestyny i przystosowali poglądy modernizmu do lokalnych warunków, tworząc w Tel Awiwie największe na świecie skupisko budynków wybudowanych w tym stylu.

## Działalność
Działania Centrum są podzielone na cztery obszary:
1. Biblioteka - Centrum zgromadziło dużą kolekcję książek o historii miasta Tel Awiw, jego budowie i architekturze. Centrum prowadzi także własną niezależną działalność wydawniczą.
2. Galeria sztuki - Centrum organizuje wystawy architektury, projektów, rysunków, fotografii itp.[4]. Ponadto organizowane są wykłady oraz spotkania dyskusyjne na różne tematy[5].
3. Turystyka - Centrum organizuje dwa razy w tygodniu wycieczki z przewodnikiem po otoczeniu Placu Dizengoff, podczas których można poznać zabytki oraz architekturę Białego Miasta[6].
4. Sklep - Centrum prowadzi sprzedaż produktów zaprojektowanych przez nauczycieli i uczniów szkoły Bauhaus w latach 30. Sprzedawana jest także literatura związana z architekturą oraz współczesne produkty zaprojektowane w Izraelu.